# Osly-Courtil
 Osly-Courtil  là một xã ở tỉnh Aisne, vùng Hauts-de-France thuộc miền bắc nước Pháp.